# 阿纳斯塔西娅·戈特弗里德
阿纳斯塔西娅·谢尔盖耶夫娜·戈特弗里德（羅馬化：Anast'asia Got'pridi，1996年4月25日—），乌克兰、格鲁吉亚女子举重运动员，2016年欧洲举重锦标赛女子75公斤级金牌得主、2017年世界举重锦标赛女子90公斤级金牌得主、2018年欧洲举重锦标赛女子90公斤级金牌得主。